# Fort Sewall
Fort Sewall (ursprünglich Marblehead Fort bzw. Fort on Gale’s Head) ist eine ehemalige Küstenbefestigung in Marblehead, Massachusetts. Das 1644 erstmals bebaute und heute als öffentlicher Park zugängliche Gebiet befindet sich im nordöstlichen Teil der Halbinsel, auf der Marblehead liegt, unmittelbar an der Zufahrt zum Marblehead Harbor. Das Fort wurde 1975 in das National Register of Historic Places aufgenommen und ist seit 1984 zugleich Contributing Property zum Marblehead Historic District.

## Beschreibung und historische Bedeutung
Die Befestigungsanlage wurde 1644 als Erdwerk und Kanonenstellung zum Schutz vor Angriffen vom Meer errichtet und zählt heute zu den wenigen erhaltenen Küstenfestungen aus dieser frühen Zeit in Nordamerika. Aufgrund ihrer strategisch günstigen Lage zwischen dem Great Harbor und dem Little Harbor spielte die Festung eine bedeutende Rolle für die Region. Sie wurde viermal umfassend renoviert (1704–1864), wobei sie um 1800 ihr heutiges Erscheinungsbild erhielt – einschließlich der markanten weißen Backstein-Offiziersquartiere.
Ab 1800 trug das Fort den Namen von Samuel Sewall, einem einflussreichen Anwalt und späteren Richter am Massachusetts Supreme Judicial Court. Während des Britisch-Amerikanischen Kriegs hatte das Fort im Jahr 1814 seinen bekanntesten Moment, als das US-Kriegsschiff U.S.S. Constitution unter dem Schutz seiner Kanonen Zuflucht vor zwei britischen Fregatten suchte. Obwohl die Verteidigungsfähigkeit des Forts aufgrund von fehlendem Schießpulver nur eingeschränkt war, reichte der Anblick der Kanonen des Schiffs und des Forts, um die Briten zum Rückzug zu bewegen.
Das Fort wurde nur 15 Jahre nach der ersten Besiedlung Marbleheads errichtet, das zu diesem Zeitpunkt noch Teil von Salem war. Die frühe Siedlergemeinschaft kämpfte mit großen Herausforderungen: Hunger, Kälte, Armut, Krankheiten und vielen Todesfällen – auch durch die Gefahren der See, bei der viele Männer ihr Leben verloren. Aufgrund von Englands Bürgerkrieg in den 1640er-Jahren waren die Küstenkolonien anfällig für Angriffe anderer Seemächte, insbesondere Frankreich (im 18. Jahrhundert), aber auch Niederlande und andere (im späten 17. Jahrhundert). Das Fort wurde in sechs verschiedenen Kriegen gegen Frankreich bis in die 1790er Jahre eingesetzt, sowie in zwei Kriegen gegen England: dem Amerikanischen Unabhängigkeitskrieg (1775–1783) und dem Britisch-Amerikanischen Krieg (bis 1815).
Während des weniger bekannten King George’s War in den 1740ern wurde das Fort renoviert, verfiel aber bis 1775 wieder. Zu Beginn der amerikanischen Rebellion gegen England war es von Zivilisten bemannt. 1776 wurde auf ein britisches Kriegsschiff geschossen, um ein amerikanisches Handelsschiff zu schützen. Der spätere Siebenjährige Krieg in Nordamerika führte zu wirtschaftlichen Spannungen durch neue Steuern, die schließlich zur Revolution beitrugen.
Die markanten Backsteingebäude des Forts entstanden in den 1790er Jahren, als Spannungen zwischen den jungen USA und Frankreich aufkamen. Atlantische Handelsschiffe wurden damals von französischen und britischen Flotten angegriffen, obwohl Frankreich zuvor den Amerikanern im Unabhängigkeitskrieg geholfen hatte.
Während des Amerikanischen Bürgerkriegs (1861–1865) wurde das Fort kurzzeitig erweitert, und letztmals wurde es 1898 im Spanisch-Amerikanischen Krieg von Truppen genutzt.